# قيامة يسوع

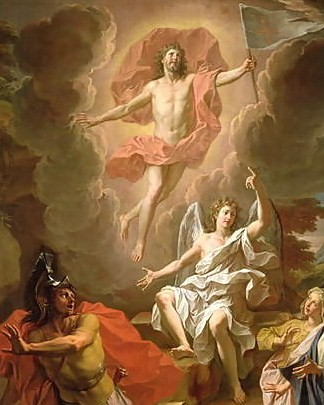
قيامة يسوع المسيح من الموت، بريشة نويل كويبل 1700. وتظهر في الأيقونة الملاك المبشّر والجند ومريم المجدلية، فتعكس جانبًا من الأحداث اللاحقة للقيامة وفق رواية الأناجيل.

قيامة يسوع، أو أناستاسيس، هي الإيمان المسيحي بأن الله أقام يسوع بعد صلبه  كبكر الأموات، مبتدئًا حياته المُمجدة مسيحًا وربًا. موت يسوع وقيامته هما أهم حدثين في علم اللاهوت المسيحي، وهما أساس الإيمان المسيحي، ويُحتفل بهما في عيد الفصح. تُعتبر قيامته ضمانًا أن جميع الأموات المسيحيين سيُقامون عند المجيء الثاني للمسيح. في التقليد المسيحي، القيامة الجسدية هي إعادة الحياة لجسد متحول مُحرّك بواسطة الروح، كما وصف بولس والأناجيل، مما أدى إلى تأسيس المسيحية.
يعد موت وقيامة يسوع هي من أهم الأحداث التي يرويها الكتاب المقدس عن حياة يسوع المسيح، حيث يذكر العهد الجديد أن يسوع صلب في يوم الجمعة بيد الرومان، بعد أن قدمه رؤساء كهنة اليهود للحاكم الروماني بيلاطس البنطي ليقتل بتهمة أنه يحرض الشعب على قيصر، وفي اليوم الثالث أي الأحد قام من بين الأموات بحسب المعتقدات المسيحية.
من خلال دراسة علمية مسيحية ليبرالية، يُفسَر ظهور يسوع على أنه تجارب رؤيوية أعطت زخم للإيمان بتمجد يسوع واستئناف النشاط التبشيري لأتباعه.
يحتفل السواد الأكبر من المسيحيين بمناسبة صلب المسيح في يوم الجمعة العظيمة بذكرى قيامته وصعوده وجلوسه الي يمين الأب يوم أحد الفصح من كل عام، مع اختلاف تحديد يوم عيد الفصح بين الطوائف التي تتبع التقويم الشرقي وتلك التي تتبع التقويم الغربي. وتحتفل الكنيسة بيوم الأحد كيوم ذكرى قيامة المسيح منذ فجر المسيحية، كما أورد ذلك القديس جيروم في منتصف القرن الثاني للميلاد.

## الخلفية اليهودية الهلينية

### اليهودية

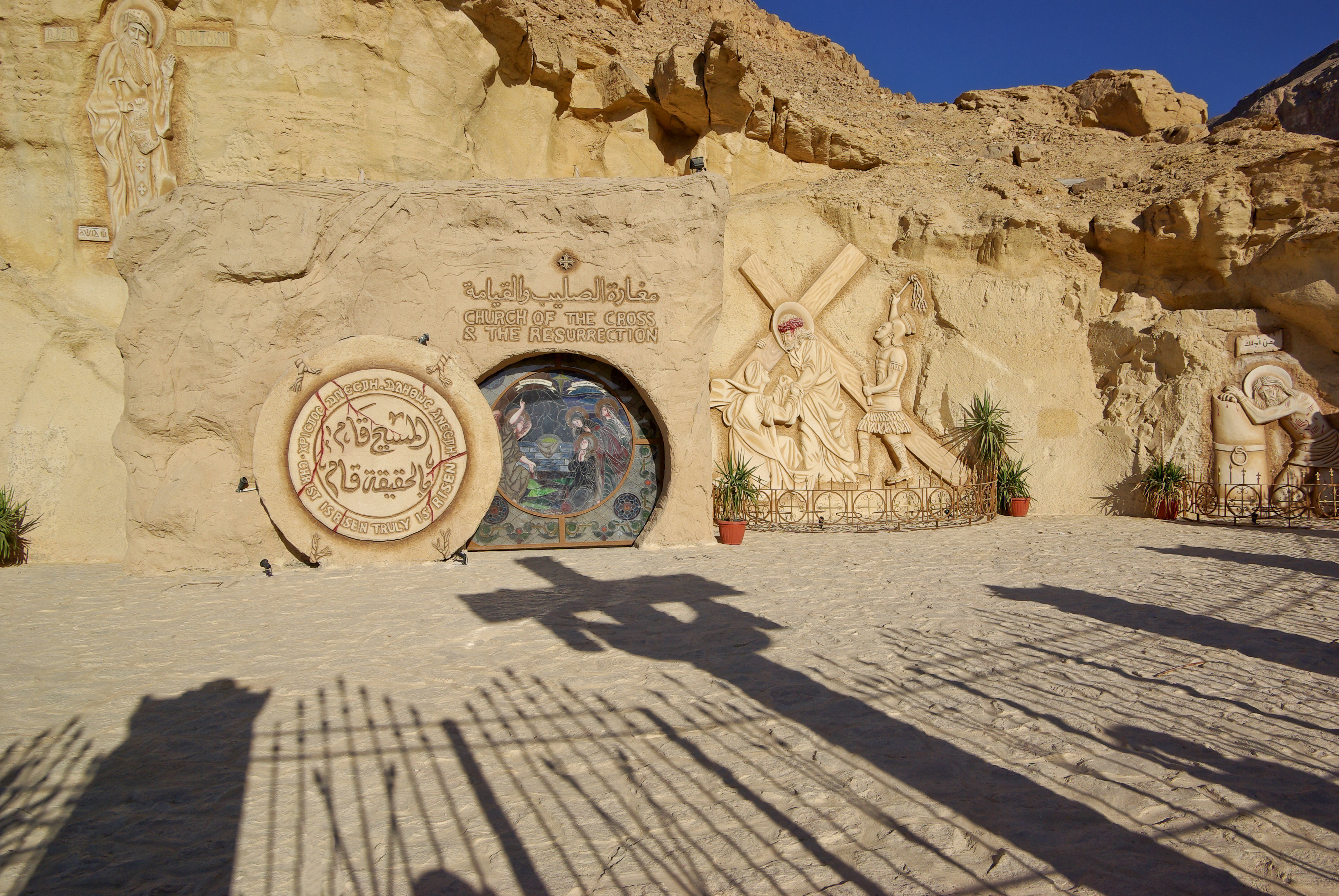
«المسيح قام - الحقيقة قام» في نقش بارز بدير الأنبا أنطونيوس.

تظهر فكرة القيامة بوضوح في سفر دانيال في القرن الثاني قبل الميلاد، ولكن كإيمان بقيامة النفس فقط. يخبر يوسيفوس فلافيوس عن الفرق اليهودية الرئيسية الثلاث في القرن الأول الميلادي: الصدوقيون الذين اعتقدوا أن النفس والجسد هلكا كليهما عند الموت، والأسينيون الذين اعتقدوا أن النفس خالدة لكن الجسد ليس كذلك، والفريسيون الذين اعتقدوا أن النفس خالدة وأن الجسد سيُقام ليسكنها. من هذه الفرق الثلاثة، يبدو أن يسوع والمسيحيون الأولون كانوا أقرب إلى اعتقاد الفريسيين. يذكر ستيف ماسون أنه بالنسبة إلى الفريسيين «الجسد الجديد هو جسد مقدس خصوصي» وهو يختلف عن الجسد القديم، «وهو رأي يشاطره إلى حد ما بولس الفريسي السابق (1كورونثوس 15 :35 وما يليها)».
لاحظ إندشو أن الأدلة المستقاة من النصوص اليهودية ومن نقوش القبور تشير إلى واقع أكثر تعقيدًا. على سبيل المثال، عندما كتب مؤلف سفر دانيال في القرن الثاني قبل الميلاد أن «كثيرون من الراقدين في تراب الأرض يستيقظون» (دانيال 12: 2)، كان يفكر على الأرجح في ولادة جديدة ككائنات ملائكية (توصف مجازًا بنجوم في سماء الله، إذ عُرِّفت النجوم بالملائكة منذ العصور المبكرة). مثل هذه الولادة الجديدة تستبعد القيامة الجسدية، إذ اعتُقد أن الملائكة بلا جسد. تتراوح نصوص آخرى بين نظرة العهد القديم التقليدية إلى أن النفس ستقضي الأبدية في العالم السفلي، والإيمان المجازي بإقامة الروح. تجنب معظمهم تعريف ما قد تشير إليه القيامة، لكن قيامة الجسد كانت إيمانًا هامشيًا. كما يقول ليهتيبو «لم يكن الإيمان بالقيامة عقيدة راسخة لليهودية في الهيكل الثاني».

### الرومانية اليونانية
اعتقد اليونانيون أن الإنسان الجدير بالتقدير يمكن أن يقوم كإله (عملية التأليه)، وجعل خلفاء الإسكندر الأكبر هذه الفكرة معروفة جيدًا في كل أنحاء الشرق الأوسط بواسطة عملات تحمل صورته، وهو امتياز كان محفوظًا للآلهة في السابق. تبنّى الأباطرة الرومان الفكرة، وفي مفهوم التأليه الإمبراطوري الروماني، استُبدل الجسد الأرضي للإمبراطور الذي مات حديثًا بجسد جديد إلهي حين صعد إلى السماء. بقي الموتى المؤلهون معروفون لدى الذين التقوهم، مثلما ظهر رومولوس للشهود بعد موته، ولكن كما شرح عن هذه الحادثة الكاتب فلوطرخس (نحو 46-120 ميلاديًا)، في حين أن شيئًا ما في البشر يأتي من الآلهة ويعود إليهم بعد الموت، فإن هذا يحدث «فقط عندما يكون مفصولًا تمامًا ومتحررًا من الجسد، ويصبح نقيًا تمامًا وبلا جسد، وغير مدنَّس».

## روايات الإنجيل
بحسب ما جاء في العهد الجديد، «أقامه الله من الأموات»، وصعد إلى السماء، إلى «يمين الله»، وسيعود ثانية ليتمم بقية النبوة المسيانية مثل قيامة الأموات، ويوم القيامة وتأسيس ملكوت الله.
لا تتضمن كتابات العهد الجديد أي وصف عن لحظة القيامة نفسها، بل هناك نوعان من أوصاف شهود العيان: ظهور يسوع لمختلف الناس، وروايات رؤية القبر فارغًا.

### بولس والمسيحيون الأولون
تحتوي إحدى الرسائل التي أرسلها بولس إلى إحدى الكنائس اليونانية المبكرة، وهي الرسالة الأولى إلى أهل كورنثوس، على إحدى أولى قوانين الإيمان المسيحية التي تشير إلى ظهور يسوع بعد موته وتعبّر عن الإيمان بأنه أُقيم من بين الأموات. بالتحديد 1 كورونثوس 15: 3-8:
«فإنني سلمت إليكم في الأول ما قبلته أنا أيضا: أن المسيح مات من أجل خطايانا حسب الكتب، وأنه دفن، وأنه قام في اليوم الثالث حسب الكتب، وأنه ظهر لصفا ثم للاثني عشر. وبعد ذلك ظهر دفعة واحدة لأكثر من خمسمئة أخ، أكثرهم باق إلى الآن. ولكن بعضهم قد رقدوا. وبعد ذلك ظهر ليعقوب، ثم للرسل أجمعين. وآخر الكل كأنه للسقط ظهر لي أنا».
في كنيسة أورشليم، التي نال من خلالها بولس هذه العقيدة، كانت عبارة «مات من أجل خطايانا» على الأرجح مبررًا لموت يسوع بصفته جزءًا من خطة الله وقصده، كما تدل على ذلك الأسفار المقدسة. اكتسب ذلك مغزى أعمق في نظر بولس، إذ قدم «أساسًا لخلاص الأمم الخطاة غير التوراة». استُمِدت عبارة «مات من أجل خطيانا» من إشعياء، وتحديدًا من إشعياء 53: 4-11، وسفر المكابيين الرابع، تحديدًا 4 مكابيين 6: 28-29. استُمِدت عبارة «قام في اليوم الثالث» من هوشع 6: 1-2:
«هلم نرجع إلى الرب لأنه هو افترس فيشفينا، ضرب فيجبرنا. يحيينا بعد يومين. في اليوم الثالث يقيمنا فنحيا أمامه».
قال بولس في رسالته إلى أعضاء الكنيسة في كورنثوس أن يسوع تراءى له بنفس الطريقة التي تراءى بها للشهود الأولين. في كورنثوس الثانية 12 وصف بولس «رجلًا في المسيح [بولس نفسه على الأرجح] … اختُطف إلى السماء الثالثة» وفي حين أن اللغة غامضة فمن المعقول أنه رأى يسوع يُتوج عن يمين الله.
من المتعارف عليه عمومًا أن هذه العقيدة تسبق بولس الرسول. جادل العلماء بأن بولس أشار خلال بيانه عن القيامة إلى تقليد رسمي سابق نُقل على أسلوب رباني، ناله وانتقل إلى الكنيسة في كورنثوس. كتب غزا فرمش أن قانون الإيمان هو «تقليد ورثه [بولس] من الذين سبقوه في الإيمان المتعلق بموت يسوع ودفنه وقيامته». من المحتمل أن تكون أصول قانون الإيمان الأساسية ضمن الجماعة الرسولية في أورشليم، إذ اكتسب صفة رسمية وتُوارث في غضون سنوات قليلة من القيامة. يجادل هانس غراس بأن أصله من دمشق، ووفقًا لبول بارنيت، كانت صيغة قانون الإيمان هذه وغيرها من صيغ «التقليد الأساسي المبكر الذي «استلمه» بولس في دمشق من حنانيا نحو سنة 34 ميلاديًا» بعد اعتناقه المسيحية.

### الأناجيل والأعمال
تحتوي الأناجيل الأربعة كلّها على مقاطع يُصوَر فيها يسوع على أنه يتنبأ بالقيامة القادمة، أو تحتوي على تلميحات «سيفهمها القارئ» (مرقس 2: 20، ويوحنا 2: 19-22، ومواضع أخرى)، وتحتوي على ثلاثة ظهورات بعد موته بعد أن صُلب (لا توجد في النهاية القصيرة الأصلية لمرقس). لحظة القيامة بحد ذاتها غير موصوفة في أي من الأناجيل.
يوصف يسوع بأنه «بكر الأموات»، بروتوتوكوس، أول من يُقام من الأموات، وبذلك ينال «مكانة خاصة للبكر بصفته الابن البارز والوريث». قيامته هي أيضًا ضمانة أن جميع الأموات المسيحيين سيُقامون في المجيء الثاني للمسيح.
بعد القيامة، يُصور يسوع بأنه ينادي بـ«الخلاص الأبدي» بواسطة التلاميذ [مرقس 16: 8]، ثم دعي الرسل إلى الإرسالية الكبرى، كما هو مذكور في [متى 28: 16-20]، و[مرقس 16: 14-18]، و[لوقا 24: 44-49]، و[يوحنا 20: 19-23]، حيث تلقى التلاميذ الدعوة «أن يعلموا العالم ببشارة مخلص منتصر وبحضور الله في العالم بالروح». بحسب هذه الآيات، يقول يسوع إنكم «ستنالون قوة متى حل الروح القدس عليكم» [أعمال 1: 8]، و«يُكرز باسمه [المسيح] بالتوبة ومغفرة الخطايا لجميع الامم، مُبتدأً من أورشليم» [لوقا 24: 46-47]، «من غفرتم خطياه تُغفر له، ومن أمسكتم خطياه أُمسكت» [يوحنا 20: 12-23].

## حسب الكتاب المقدس
وفي اليوم الثالث، وحسب الرواية التي انفرد بها إنجيل متى وضع الرومان حراسة على القبر بناءً على طلب المجلس الأعلى لليهود خوفًا من أن يقوم التلاميذ بسرقة الجثمان. وفي اليوم الثالث - أي يوم الأحد - زارت بضع النسوة وهم أنفسهنّ اللواتي وقفن تحت صليب يسوع باستثناء مريم أمه القبر فوجدنه فارغًا، بينما الجند الموكولين حراسته «كأنهم موتى». ثم ظهر ملاك أخبر النسوة، بأن المسيح حيّ وقد قام من بين الأموات.
هذه رواية الأناجيل الإزائية، وهي تختلف فيما بينها بعدد النسوة وبعدد الملائكة غير أنها واحدة في خطوطها العامة، أما في إنجيل يوحنا فلا يذكر من النسوة سوى مريم المجدلية، وهي عندما لم تجد الجثمان عادت فأخبرت بطرس ويوحنا بن زبدي، فحضرا إلى القبر ليجدا الأكفان ثم رجعا إلى المدينة،يوحنا 20/7] أما مريم المجدلية فقد ظلت عند القبر تبكي، فظهر لها ملاكان ثم ظهر يسوع نفسه.يوحنا 20/17] ليكون بذلك أول ظهور له بعد القيامة
كذلك فقد ظهر في اليوم الأول من قيامته حسب العقائد المسيحية، إلى تلميذين من تلاميذه على طريق قرية عمواس، وقد عرفاه عند كسر الخبز،لوقا 24/30] وفي المساء ظهر للتلاميذ مجتمعين دون توما ثم ظهر بعد ثمانية أيام وتوما معهم؛ إذ كان توما قد رفض الإيمان ما لم يضع إصبعه في مكان المسامير - كما جاء في إنجيل يوحنا - قال له يسوع: "هات إصبعك إلى هنا وانظر يدي، وهات يدك وضعها في جنبي. ولا تكن غير مؤمن بل كن مؤمنًا". فهتف توما: "ربي وإلهي". فقال له يسوع: "ألأنك رأيتني آمنت، طوبى لمن آمنوا ولم يروا".يوحنا 20/27-30]
وكذلك فقد ظهر لثلاثة من التلاميذ على شاطئ بحيرة طبرية، وبحسب رواية العهد الجديد فإن يسوع قد ظهر مرات أخرى عديدة لم تدون، "وأثبت لهم أنهم حي ببراهين كثيرة قاطعة. وحدثهم عن ملكوت الله".أعمال 1/3] وبعدها صعد إلى الجليل بحسب إنجيلي متى ومرقس وجبل الزيتون حسب أعمال الرسل وكان من آخر كلماته لهم: "ستنالون قوة من الأعالي، متى حل الروح القدس عليكم، وتكونون لي شهودًا في أورشليم وفي كل اليهودية والسامرة وإلى أقاصي الأرض". أعمال 1/8] ومن ثم حجبته سحابة عن أنظارهم.

## معرض الصور

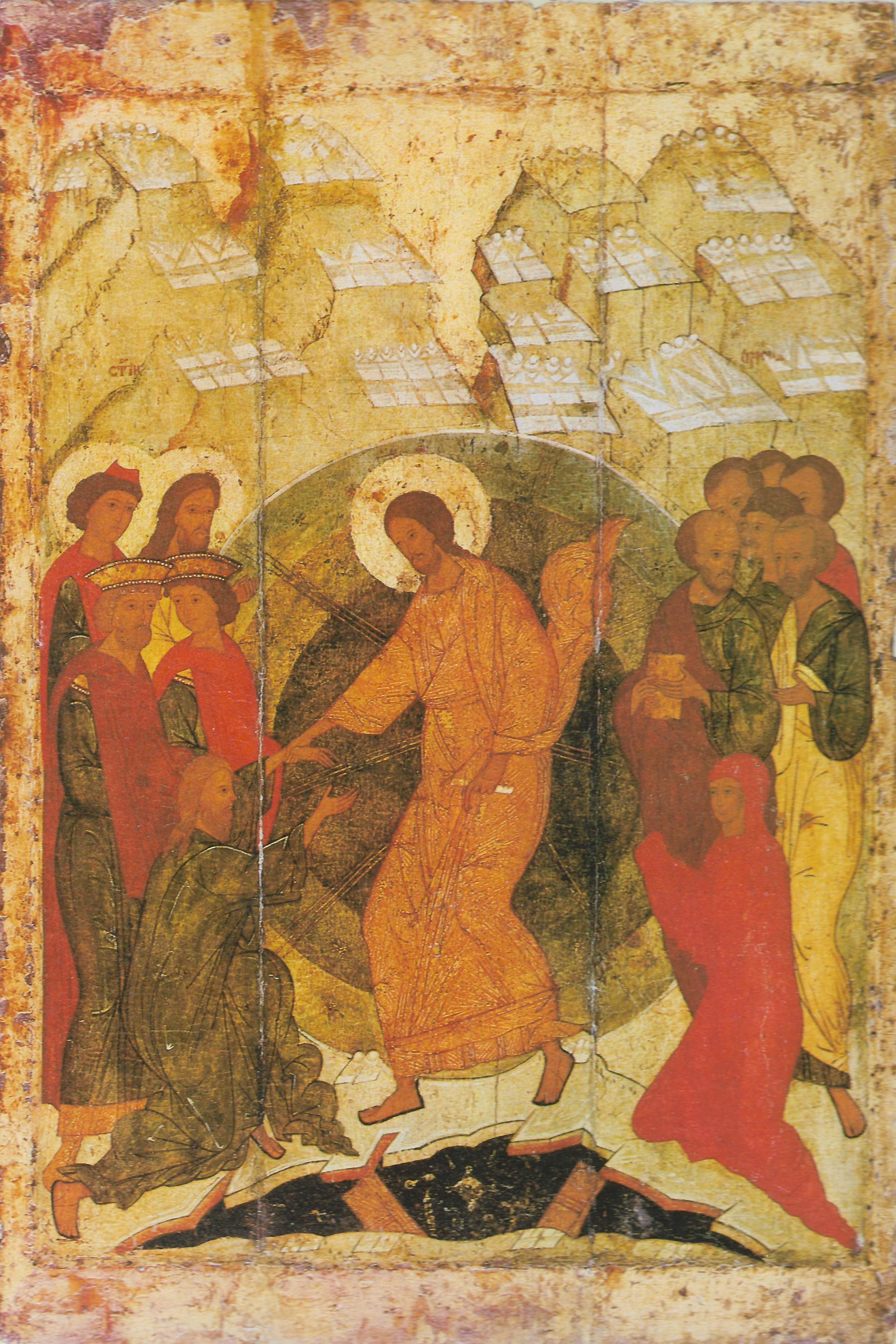
أيقونة قيامة يسوع من بين الأموات حسب الطقس الأرثوذكسي